# Stadio Eva Perón
Lo stadio Eva Perón (in spagnolo Estadio Eva Perón) è uno stadio calcistico di Junín, nella provincia di Buenos Aires, in Argentina. Ha una capienza di 22 000 posti a sedere. Ospita le partite interne del Club Atlético Sarmiento.
Lo stadio, inaugurato nel 1951, è intitolato a Eva Perón, First Lady dell'Argentina dal 1946 al 1952, che visse a Junín tra il 1930 e il 1934 prima di trasferirsi a Buenos Aires.

## Storia
I lavori incominciarono nel 1948, lo stesso anno in cui alla presidenza del Club Atlético Sarmiento fu eletto Héctor Julio Díaz, amico di Juan Duarte, fratello di Eva.
Lo stadio fu inaugurato il 9 luglio 1951 con due partite: Sarmiento-Vélez Sársfield e River Plate-Racing. Nei giorni seguenti fu svelato un busto di Eva Perón, seguito da gare di atletica.
A seguito della Rivoluzione Liberatrice del 1955, la vicinanza di Díaz al regime peronista appena rovesciato indusse a proporre che il Sarmiento fosse estromesso dalle competizioni organizzate dall'AFA, e che la proprietà dello stadio fosse trasferita alla città. Il Sarmiento evitò questi trattamenti, ma fu obbligato a cambiare il suo statuto e a cambiare il nome dello stadio, che fu ripristinato a quello originale solo nel 2009, e il busto della first lady fu rimosso. Il busto fu ricollocato nello stadio nel 1974, ma fu nuovamente rimosso con l'avvento del processo di riorganizzazione nazionale nel 1976.